# Scar Symmetry
Scar Symmetry (укр. Симетрія шрамів) — шведський мелодійний дез-метал-гурт із Авести, заснований 2004 року. Вокальні прийоми — харш/ґроулінг та чистий вокал. Тематика текстів: містика, філософія, внутрішня боротьба.

## Історія гурту

### Утворення таSymmetric in Design
Гурт створений у квітні 2004, коли гурт Altered Aeon робив запис у Black Lounge Studios — студії, що належить Йонасу К'єлгрену, самим Йонасом, гітаристом Пером Нільссоном та драммером Генріком Ольссоном. Дуже скоро приєдналися вокаліст Крістіан Альвестам та бас-гітарист Кеннет Сіл. Того ж місяця записано демо Seeds of Rebellion (укр. Зачатки повстання) з однієї-єдиної пісні. Воно дало змогу підписати договір із Coldy Records — підрозділом Metal Blade Records.

У липні 2005 гурт увійшов у Black Lounge Studios для запису дебютного альбому Symmetric in Design (Симетричний в дизайні). 7.02.2005 стався його реліз. Отож, склад запису:
- Йонас К'єлгрен — гітара
- Пер Нільссон — гітара
- Генрік Ольссон — ударні
- Крістіан Альвестам — вокал
- Кеннет Сіл — бас-гітара

Після запису гурт грав на фестивалях Європи, їздив у турне разом із Soilwork, Hypocrisy, One Man Army та the Undead Quartet.

### Pitch Black Progress
У червні 2006 гурт підписав новий договір — із Nuclear Blast Records. Через 8 місяців після релізу Symmetric in Design гурт почав запис нового альбому, Pitch Black Progress (Прогрес, чорний, як смола). У березні — реліз. Після нього — «Waves of Pitch Black Decay Tour 2006» і тур Північною Америкою разом із Dark Tranquillity та The Haunted. У вересні 2007 Scar Symmetry взяли участь у турне Північною Америкою «Live Consternation Tour» разом із Katatonia, Insomnium i Swallow the Sun.

### Holographic Universe
Третій альбом гурту, Holographic Universe (Голографічний всесвіт), офіційно виданий 20.06.2008 на Nuclear Blast Records.

11.09.2008 Scar Symmetry офіційно заявили, що вони розлучаються з вокалістом Крістіаном Альвестаном через численні конфлікти під час турне та творчі розбіжності.

6.10.2008 Scar Symmetry заявили про офіційну заміну Крістіанові: вакансію зайняли два вокалісти: Роберт «Роббан» Карлссон — брутальний вокал, та Ларс Палмквіст — чистий вокал, і гурт нарешті повернувся до гастролей у грудні.

### Dark Matter Dimensions
2.10.2009 — для Європи виданий альбом Dark Matter Dimensions (Виміри темної матерії) (10.10.2009 для Північної Америки). Він став дебютом для нових вокалістів. Продюсер — Йонас К'єлгрен. Всі пісні написані Йонасом К'єлгреном, Пером Нільссоном та Генріком Ольссоном.

## Учасники

### Поточний склад
- Юнас Челльгрен — гітара (2004-)
- Пер Нільссон — гітара (2004-)
- Генрік Ульссон — ударні (2004-)
- Кеннет Сеіл — бас-гітара (2004-)
- Роберт Карлссон — вокал (2008-)
- Ларс Палмквіст — вокал (2008-)

### Колишні учасники
- Крістіан Ельвестам — вокал (2004—2008)

## Дискографія
| Назва                                      | Тип                | Рік  |
| ------------------------------------------ | ------------------ | ---- |
| Seeds of Rebellion                         | Демо               | 2004 |
| Symmetric in Design                        | Повноцінний альбом | 2005 |
| Pitch Black Progress                       | Повноцінний альбом | 2006 |
| The illusionist                            | Сингл              | 2006 |
| Holographic Universe                       | Повноцінний альбом | 2008 |
| Morphogenesis                              | Сингл              | 2008 |
| The Consciousness Eaters                   | Сингл              | 2009 |
| Noumenon and Phenomenon                    | Сингл              | 2009 |
| Ascension Chamber                          | Сингл              | 2009 |
| Dark Matter Dimensions                     | Повноцінний альбом | 2009 |
| The Iconoclast                             | Сингл              | 2010 |
| The Unseen Empire                          | Повноцінний альбом | 2011 |
| TheThe Singularity (Phase I — Neohumanity) | Повноцінний альбом | 2014 |

## Інші гурти/проекти учасників

### Йонас К'єлгрен
- Pexilated — вокал, гітара (1992—1994), треш-метал/дез-метал
- Carnal Forge — вокал (1997—2004), треш-метал/дез-метал
- Centinex — гітара (1999—2006), дез-метал
- World Below — гітара, вокал (1999-), дум-метал
- Dellamorte — вокал (?-…), дез-метал
- Sickinside, дез-метал

### Пер Нільссон
- Legia, треш-метал
- World Below — гітара (2005)
- Thrawn/Altered Aeon — гітара, треш-метал
- Adversary — гітара, клавішні, дез-метал
- Kaipa
- Catacomb

### Генрік Ольссон
- Theory in Practice — ударні, вокал (1995-…), технічний дез-метал
- Mutant — вокал, програмування (1998—2001), блек-метал/дез-метал
- Thrawn/Altered Aeon — ударні (2001-…), треш-метал
- Diabolical — ударні (2002), треш-метал/дез-метал
- Both of Me

### Роббан
- Scypozoa — вокал (1990—1992), дез-метал
- Darkified — бас-гітара (1990—1998), блек-метал/дез-метал
- Pan.Thy.Monium — вокал (1990—1996), прогресивний дез-метал
- Edge of Sanity — вокал (1997—1999), прогресивний дез-метал
- Facebreaker — вокал (1999-), треш-метал/дез-метал
- Solar Dawn — гітара (2001—2002), мелодійний дез-метал
- Devian — бас-гітара (2007—2008), блек-метал/дез-метал/треш-метал
- Tormented — бас-гітара (2008-), дез-метал
- Incapacity — вокал, треш-метал/дез-метал
- Tortyr — бас-гітара, треш-метал/красткор
- Aktiv Dödshjälp — вокал, блек-метал/дез-метал/красткор/грайндкор
- No Fucking God — вокал, треш-метал/дез-метал
- Kill
- The Deadbeats
- The Nasty Flames
- Fistel

### Ларс Палмквіст
- Mirador — ударні, хеві-метал
- Last Temptation — вокал, хеві-метал/хард-рок
- BackWardness — вокал, хеві-метал